# ضهر
ضَهْر (الاسم العلمي: Sternotherus)، جنس سلاحف مائية، تُعرف باسم سلاحف المسك، من فصيلة سلاحف طينية. يستوطن أمريكا الشمالية.